# Burlington (Massachusetts)
Burlington – miasto w Stanach Zjednoczonych, w stanie Massachusetts, w hrabstwie Middlesex.